# Tsargrad

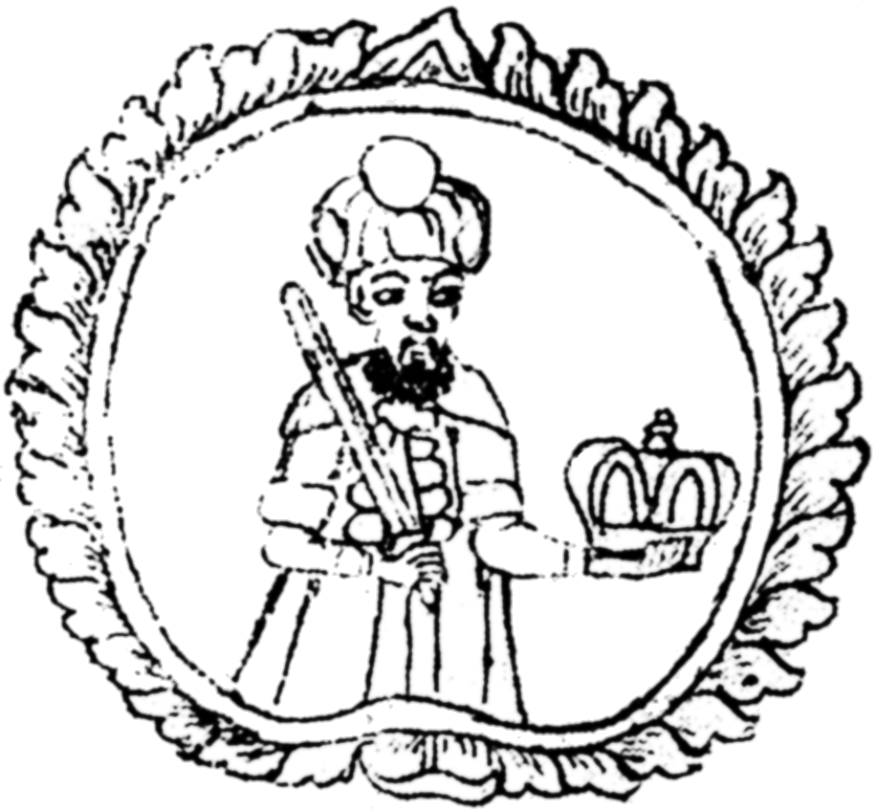
Selim II con la "corona di Tsarigrad", in un'illustrazione del 1757 di Constantin Săidăcar ot Mogoșoaia della Valacchia.

Tsarigrad nota anche come Carigrad, Zarigrad,  Czargrad e Tzargrad, è un nome slavo che indica la città o l'area di Costantinopoli (l'attuale Istanbul in Turchia), la capitale dell'Impero bizantino. A titolo esemplificativo, a seconda della lingua, il nome è stato riprodotto in diversi modi:
- in antico slavo orientale: Цѣсарьградъ, translitterazione: Tsěsarĭgradŭ;
- in antico slavo Царьгра̀дъ;
- in bielorusso Царгорад?;
- in russo Царьгра́д?;
- in ucraino Царгород?;
- nelle lingue slave meridionali Carigrad, Tsarigrad o Цариград, in relazione ai rispettivi alfabeti;
- in ceco Cařihrad;
- in slovacco Carihrad;
- in polacco Carogród.

Tsargrad è una traduzione in antico slavo ecclesiastico del greco Basilis Polis / Βασιλὶς Πόλις (città regina). Combinando le parole slave tsar per "cesare/imperatore" e grad per "città", significava la "città dei cesari", o "città imperiale". La forma dell'antico slavo orientale influenzò l'appellativo antico norvegese di Costantinopoli in Miklagard (Мikligarðr).
I bulgari utilizzarono la parola anche per Tarnovgrad (Tsarevgrad Tarnov, "città imperiale di Tarnov"), una delle capitali degli zar dell'Impero bulgaro; tuttavia dopo il passaggio dei Balcani sotto il dominio ottomano, la parola bulgara fu usata strettamente come un altro nome di Costantinopoli.
In Ucraina, nel comune di Bilhorod-Dnistrovs'kyj, la foce del Dnestr, nei pressi del centro di Zatoka, è detta "Bocca di Carigrad", ossia di Costantinopoli, perché attraverso essa le navi potevano raggiungere la città imperiale sul Bosforo. 
Con il passare del tempo il termine si è affievolito e la parola Tsargrad è oggi in lingua russa un termine arcaico. Tuttavia è ancora usato saltuariamente in bulgaro, soprattutto nell'ambito di un contesto storico. Un'importante arteria stradale nella capitale bulgara Sofia porta il nome di Tsarigradsko shose ("Strada di Tsarigrad"); la strada inizia come Boulevard Tsar Osvoboditel e prosegue nell'autostrada principale che porta a sud-est verso Istanbul. Il nome Tsarigrad è presente anche in gruppi di parole come tsarigradsko grozde ("uva di Tsarigrad", che significa "uva spina"), nel piatto tsarigradski kyuftentsa ("piccole koftas di Tsarigrad") o in detti come "Si può arrivare anche a Tsarigrad chiedendo". In sloveno è ancora largamente utilizzato e spesso preferito al nome ufficiale. Il termine Carigrad è compreso e talvolta utilizzato anche in Bosnia, Croazia, Macedonia del Nord, Montenegro e Serbia.
La lingua romanza romena ha preso in prestito il termine Țarigrad, a causa della lunga tradizione della chiesa slava ecclesiastica in Romania, ma attualmente si tratta di un uso arcaico che è stato sostituito da Costantinopoli e Istanbul. Ad oggi, un villaggio in Moldavia si chiama Țarigrad.